# Сант'Аполонија (Анкона)
Сант'Аполонија (итал. Sant'Apollonia) насеље је у Италији у округу Анкона, региону Марке.
Према процени из 2011. у насељу је живело 32 становника. Насеље се налази на надморској висини од 212 м.